# 白色恐怖 (俄罗斯)

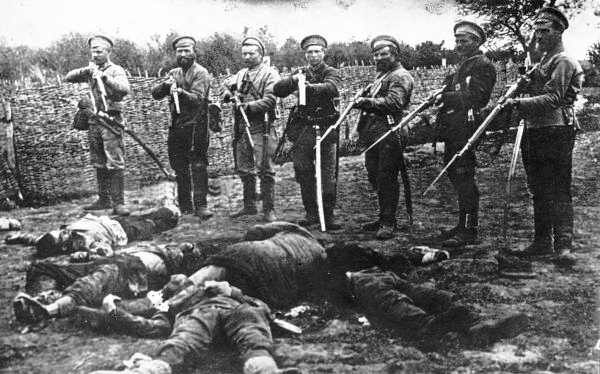
1918年，亚历山大·杜托夫率领的哥萨克在亚历山德罗沃-盖斯基区处决地方苏维埃的成员。

白色恐怖（羅馬化：Belyy Terror）是指俄国内战（1917年—1923年）期间由白军实施的暴力和大规模杀戮。这一暴行在布尔什维克于1917年11月夺权后不久开始，并持续到白军被红军击败为止。
布尔什维克的红色恐怖于1918年9月初开始，这一行动是对布尔什维克领导人遇刺未遂及莫斯科和芬兰内战期间红色囚犯被屠杀的回应。据部分俄罗斯历史学家称，白色恐怖是一系列由其领导人预谋的行动，但大多数俄罗斯历史学家认为这是自发且无组织的数估计在2万到30万人之间。
历史学家罗纳德·苏尼指出，由于多重行政力量的存在以及独立的反布尔什维克势力的暴行，白色恐怖的总体估算非常困难。然而，苏尼强调，白军在反犹袭击中的比例更高，整个俄国内战期间，白军占据了17%的大屠杀事件，而红军仅占8.5%。苏尼认为，如果将反苏暴力和犹太人大屠杀计入死亡人数，白色恐怖的受害者人数将超过红色恐怖。
1985年出版的联合国惠特克报告指出，超过2000场针对犹太人的大屠杀中，白军、哥萨克和乌克兰民族主义者共杀害了10万—25万犹太人，这被视为现代种族灭绝的典型。